# Quintette pour cor et cordes de Mozart
Le Quintette pour cor, violon, deux altos et violoncelle en mi bémol majeur K. 407/386c, est une œuvre de Wolfgang Amadeus Mozart, achevée à Vienne à la fin 1782.
Ce quintette était probablement destiné à être joué par l'ami de Mozart, le corniste et virtuose Joseph Leutgeb.

## Structure
Le quintette comporte 3 mouvements:
1. Allegro, en mi bémol majeur, à , 135 mesures, 2 sections répétées 2 fois (mesures 1 à 56, mesures 57 à 135)
2. Andante, en si bémol majeur, à 
, 113 mesures, une section répétée 2 fois (mesures 1 à 44)
3. Rondo : Allegro, en mi bémol majeur, à 
, 188 mesures, sections répétées 2 fois: mesures 72 à 80, mesures 81 à 105

Durée de l'interprétation : 17 minutes
L'instrumentation est originale, puisque le quintette prévoit un seul violon et deux altos. Mozart a peut-être cherché un équilibre dans les timbres entre le son du cor et celui des altos.